# Kolposkopie

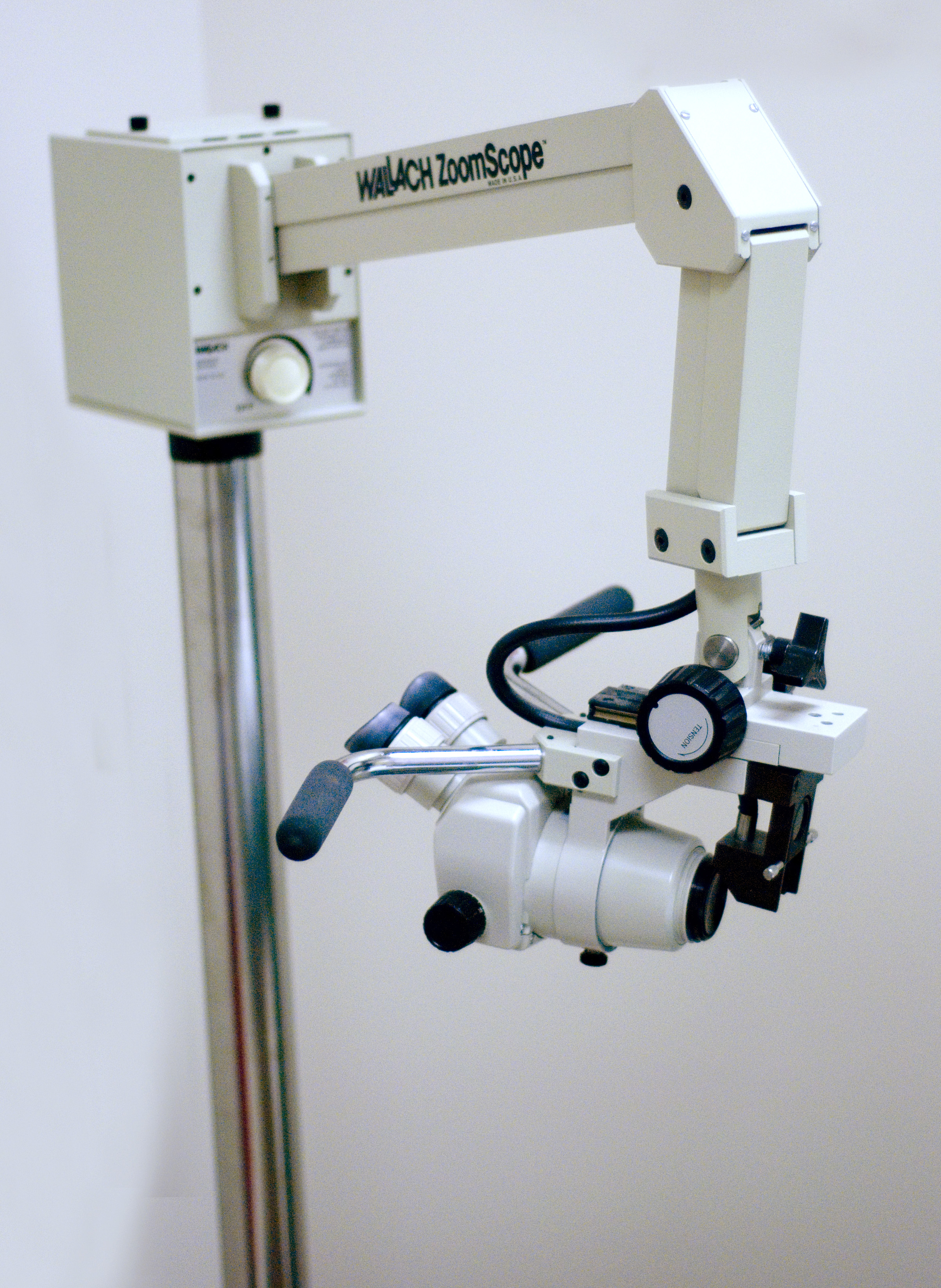
Přistroj kolposkop, kterým se provádí vyšetření kolposkopie

Kolposkopie je lékařský diagnostický postup k vizuálnímu vyšetření děložního čípku, pochvy a vulvy pomocí kolposkopu. Hlavním cílem kolposkopie je prevence rakoviny děložního čípku včasnou detekcí a léčbou prekancerózních lézí. Lidský papilomavirus (HPV) je běžná infekce a základní příčina většiny rakoviny děložního čípku. Kouření také zvyšuje pravděpodobnost vývoje cervikálních abnormalit.
Mezi další důvody, proč pacientky podstupují kolposkopii, patří posouzení expozice diethylstilbestrolu (DES), abnormální vzhled děložního čípku nebo jako součást forenzního vyšetření sexuálního napadení. Kolposkopie se provádí pomocí kolposkopu, který poskytuje zvětšený a osvětlený pohled, což umožňuje lékaři vizuálně odlišit normální tkáň od abnormálně vypadající tkáně, jako jsou poškozené nebo abnormální změny ve tkáni (léze), a provádět cílené biopsie pro další patologické vyšetření v případě potřeby.
Postup kolposkopie vynalezl německý lékař Hans Hinselmann s pomocí Eduarda Wirthse. Historický vývoj kolposkopie zahrnoval experimentování na židovských vězních z Osvětimi.

## Indikace
Většina žen podstoupí kolposkopii za účelem dalšího vyšetření abnormálního výsledku cytologického vyšetření. Další důvody, proč pacientky podstoupí kolposkopii, zahrnují:
- hodnocení expozice diethylstilbestrolu (DES)
- infekce HIV nebo pacientka po transplantaci orgánu
- abnormální vzhled děložního čípku, který zaznamenal ošetřující gynekolog
- jako součást forenzního vyšetření sexuálního napadení pomocí specializovaného kolposkopu vybaveného kamerou

## Postup kolposkopie
Během počátečního vyšetření se získá anamnéza pacientky. Postup samotné kolposkopie je pacientce plně popsán. V některých případech může být před výkonem provedený těhotenský test, a poté pacientka podepíše informovaný souhlas s vyšetřením. Žena při vyšetření leží na zádech na gynekologickém křesle. Při vyšetření je do pochvy ženy vloženo gynekologické zrcadlo.
Kolposkop se používá k identifikaci viditelných změň naznačujících abnormální tkáň. Funguje jako osvětlený binokulární nebo monokulární mikroskop pro zvětšení pohledu na děložní čípek, pochvu a povrch vulvy. Po kompletním vyšetření kolposkopem lékař určí oblasti s nejvyšším stupněm viditelné abnormality a může z těchto oblastí získat vzorky na biopsii. Většina lékařů považuje použití anestezie za zbytečné, nicméně někteří lékaři nyní doporučují a používají lokální anestezie, jako je lidokain, aby se snížilo nepohodlí pacientky, zejména pokud se odebírá více vzorků na biopsii.

## Komplikace
Mezi nejvýznamnější komplikace způsobené vyšetřením patří krvácení či infekce v místě odebrání vzorku na biopsii nebo endometria. Některé pacientky pociťují určitý stupeň nepohodlí během kyretáže a mnohé pociťují nepohodlí během odebírání nebo po odebrání vzorků na biopsii.